# Station Ruda Śląska
Station Ruda Śląska is een spoorwegstation in de Poolse plaats Ruda Śląska.